# Lionel Walter Rothschild
Lionel Walter Rothschild, II Barone di Rothschild (Londra, 8 febbraio 1868 – Tring, 27 agosto 1937), è stato un banchiere, politico e zoologo britannico, appartenente alla famiglia Rothschild.

## Biografia
Walter Rothschild fu il primogenito ed erede di Nathan Mayer Rothschild, primo barone ebreo d'Inghilterra. All'età di sette anni, dichiarò che voleva costruire un museo zoologico tutto suo. Fin da bambino, collezionò insetti, farfalle e vari animali. Tra gli animali domestici della casa di famiglia a Tring Park c'erano canguri ed uccelli esotici. A 21 anni, iniziò con riluttanza a lavorare nella banca di famiglia. Per ricompensarlo i genitori fondarono un museo zoologico.
Fu il primo a descrivere una strana sottospecie di giraffa con cinque corna invece di due che ancora oggi porta il suo nome (Giraffa camelopardalis rothschildi).
Walter Rothschild ebbe una carriera politica come liberale e membro del Partito Liberale Unionista alla Camera dei comuni per il collegio di Aylesbury dal 1899 al 1910. Fu strettamente legato ed impegnato alla formulazione della prima stesura della dichiarazione per la formazione dello Stato ebraico in Palestina e nel 1917 una lettera dal ministro degli esteri britannico Arthur Balfour, indirizzata al "Caro Lord Rothschild", sancì la dichiarazione di Balfour la quale impegnava il governo britannico a sostenere la creazione in Palestina di una dimora per gli ebrei.